# XO-4 b
XO-4 b (Hämarik) – planeta pozasłoneczna oddalona od Ziemi o około 900 lat świetlnych. Orbituje ona wokół gwiazdy XO-4 (Koit) w gwiazdozbiorze Rysia. Została odkryta przez zespół pod przewodnictwem Petera R. McCullougha w 2008 roku.
XO-4 b została odkryta metodą obserwacji tranzytu. Jest ona gazowym olbrzymem orbitującym bardzo blisko swojej gwiazdy. Ekstremalnie ciasna orbita o promieniu 0,055 au i temperatura zbliżona do 1600 K sprawia, że XO-4 b klasyfikuje się do gorących jowiszy. Masa odkrytej planety to 1,6 masy Jowisza, a promień 1,32 promienia największej planety Układu Słonecznego. XO-4 b obiega swoją gwiazdę w 4,125 dnia. Płaszczyzna orbity planety do równika gwiazdy jest nachylona pod znacznym kątem -40,0 +8,8−7,5°, co zostało stwierdzone dzięki pomiarowi efektu Rossitera-McLaughlina.

## Nazwa
Planeta ma nazwę własną Hämarik, oznaczającą „zmierzch” w języku estońskim. Nazwa została wyłoniona w konkursie zorganizowanym w 2019 roku przez Międzynarodową Unię Astronomiczną w ramach stulecia istnienia organizacji. Uczestnicy z Estonii mogli wybrać nazwę dla tej planety. Spośród nadesłanych propozycji zwyciężyła nazwa Hämarik dla planety i Koit („świt”) dla gwiazdy.